# 인튜이티브 머신스
인튜이티브 머신스(Intuitive Machines, Inc.)는 텍사스주 휴스턴에 본사를 둔 미국의 우주 탐사 회사이다. 달 표면 접근, 달 궤도 전달 및 달 거리에서의 통신을 제공하기 위해 스티븐 알테무스, 캄 가파리안, 팀 크레인이 2013년에 설립했다. 인튜이티브 머신스는 달 표면에 페이로드를 전달하기 위해 우주국의 CLPS(Commercial Lunar Payload Services) 계획에 따라 3개의 NASA 계약을 체결했다. 이 중 회사는 LTV(Lunar Terrain Vehicle) 개발 계약을 체결했다.
비상장 기업인 인튜이티브 머신스 LLC(Intuitive Machines, LLC)는 2023년 2월 기업인수목적회사인 인플렉션 포인트 인수 주식회사(Inflection Point Acquisition Corp.)와 합병한 후 공개 회사가 되었다. 이 회사는 델라웨어에 설립되어 나스닥에 상장되어 있다. 2024년 2월 22일, 오디세우스 IM-1 우주선이 달에 착륙했다. 이 우주선은 달에 착륙한 최초의 개인 제작 우주선이자 1972년 이래로 착륙한 최초의 미국 우주선이었다. 오디세우스 착륙선은 착륙 시 옆으로 쓰러졌지만 장비는 부분적으로 기능을 유지했다(다운링크 용량은 감소했지만). 임무는 성공한 것으로 판단됐다.